# Hypolampsis
Hypolampsis is een geslacht van kevers uit de familie bladkevers (Chrysomelidae).
De wetenschappelijke naam van het geslacht werd in 1860 gepubliceerd door Clark.

## Soorten
- Hypolampsis athletica Bechyne, 1997
- Hypolampsis carbonera Bechyne, 1997
- Hypolampsis piperiphaga Bechyne, 1997